# Hautfeuchtigkeit

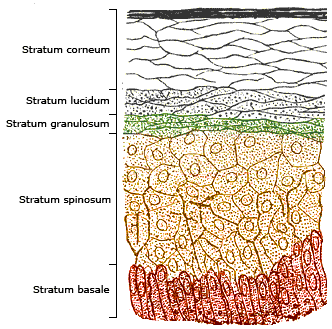
Das Stratum corneum ist die äußerste Schicht der Epidermis.

Die Hautfeuchtigkeit (auch Hautfeuchte genannt) hat Einfluss auf die Gesundheit der Haut und wird in der Kosmetikforschung mit Hilfe der Corneometrie ermittelt.
Die wichtigste Funktion der Haut ist die Barrierefunktion, das heißt, der Schutz des Organismus vor dem Austrocknen und vor äußeren Einwirkungen. Das Stratum corneum ist die äußerste Schicht der Epidermis. Die Schicht besteht aus Korneozyten. Das Keratin der Korneozyten sowie die diesen zwischengelagerten Lipide sind essenzielle Bestandteile der Hautschutzbarriere. Der Wassergehalt dieser Schicht liegt bei 25 % bis 30 % und wird Stratum-corneum-Hydratation genannt. Der Wassergehalt hat Einfluss auf die Gesundheit der Haut und wird in der Kosmetikforschung mit Hilfe der Corneometrie ermittelt.

## Messung der Hautfeuchtigkeit

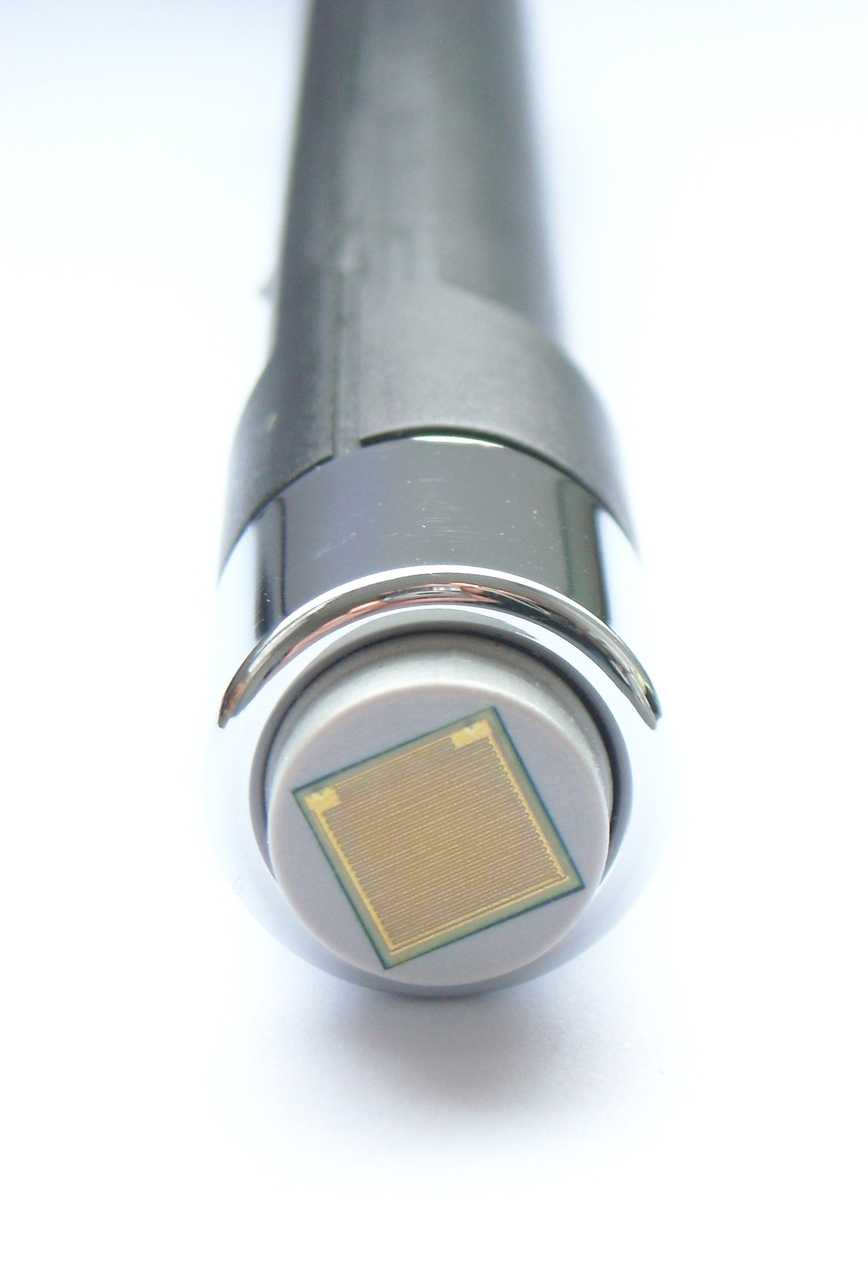
Die Messung der Stratum-corneum-Hydratation erfolgt mit einem Corneometer.

Es existieren verschiedene Messverfahren zur Bestimmung der Hautfeuchtigkeit. Ein weit verbreitetes Verfahren ist die Corneometrie, die mit Hilfe eines kapazitiven Sensors die Dielektrizitätskonstante der Haut bestimmt. Die Messung beruht auf der linearen Abhängigkeit der elektrischen Eigenschaften der Epidermis von ihrem Wassergehalt. Je höher der Wassergehalt in der Epidermis ist, desto höher ist die elektrische Leitfähigkeit. Bei der Messung wird mit Hilfe eines Kondensators ein elektrisches Feld aufgebaut, dessen Form und Tiefe abhängig von der Dielektrizität der Haut ist. Durch diese schonende Form der Messung fließt kein Strom zwischen Messelektrode und Haut.
Die Güte der Barrierefunktion der Haut lässt sich über den transepidermalen Wasserverlust (englisch Trans Epidermal Water Loss = TEWL) bestimmen. Dabei misst man die Diffusionsrate von Wasserdampf durch die Haut. In der Regel werden dafür Geräte mit zwei Sensoren für relative Feuchte und Temperatur eingesetzt, die in unterschiedlichen Abständen zur Haut in einem Diffusionskanal platziert werden. Aus den Konzentrations- und Temperaturdifferenzen lässt sich die Diffusionsrate als Massestrom pro Fläche und Zeit in g/m²/h bestimmen.

## Bedeutung

### Gesundheitliche Bedeutung
Durch die Messung der Hautfeuchtigkeit lässt sich der Zustand der Haut beschreiben. Dadurch lassen sich aktinisch gealterte Haut oder Hautirritationen feststellen.
Der Wasseranteil im Stratum corneum bestimmt das Erscheinungsbild der Haut. Ist die Haut gleichmäßig, weich und elastisch, ist der Wasseranteil hoch. Bei einem geringen Wasseranteil ist die Haut hingegen rau, rissig und schuppig. Dadurch kann es zu Juckreiz kommen und die Lebensqualität wird eingeschränkt.
Eine ausreichende Hydratation des Stratum corneums ist eine Voraussetzung für die Aufrechterhaltung der physiologischen Struktur und Barrierefunktion des Stratum corneums. Zusätzlich kann ein hoher Wasseranteil im Stratum corneum das Eindringen von hydrophoben Stoffen in die Haut erschweren.

### Bedeutung in der Kosmetik
Der Grad der Hautfeuchtigkeit gilt als wichtiger Faktor bei der Beurteilung der Wirksamkeit von Kosmetika in der Kosmetikforschung.
Normalerweise benötigt die menschliche Haut keinerlei Hilfsmittel zur Erhaltung der natürlichen Feuchtigkeit. Jedoch tragen trockene Luft (insbesondere im Winter und in geheizten Räumen) sowie lange Sonnenbäder oder extensives Baden zum übermäßigen Entzug von Feuchtigkeit oder Verlust der natürlichen Feuchthaltefaktoren bei. In diesen Fällen können kosmetische Mittel (Feuchtigkeitscreme, Handcreme, Body Lotion) den Verlust ausgleichen und so für entsprechendes Wohlbefinden sorgen.
Die Hautfeuchtigkeit spielt auch eine Rolle bei dem Schutz gegen UV-Strahlen. Die Anwendung von Sonnenschutz kann dabei die Hydratation des Stratum corneums unterstützen.
Säuglinge haben im Windelbereich häufig eine zu hohe Hautfeuchtigkeit, wodurch die Barrierefunktion der Lipidschicht beeinträchtigt werden kann. Eine Pflege mit Wundschutzcreme kann helfen die Hautfeuchtigkeit zu senken.